# Oreochromis mossambicus
Oreochromis mossambicus (Peters, 1852), noto in italiano come tilapia del Mozambico o tilapia è un pesce osseo d'acqua dolce della famiglia Cichlidae.

## Distribuzione e habitat
Questa specie è originaria dell'Africa sudorientale nel basso bacino idrografico dello Zambesi e dello Shire nonché nei corsi d'acqua costieri nelle zone adiacenti al delta dello Zambesi. È presente inoltre in Sudafrica nei fiumi Brak e Limpopo.
O. mossambicus è stato introdotto in tutti i continenti tranne l'Antartide e ha stabilito popolazioni naturalizzate in moltissimi Paesi tropicali e subtropicali. In Europa la specie non è riuscita a naturalizzarsi se non in ambienti termali o artificialmente riscaldati. È inserito nell'elenco delle 100 delle specie invasive più dannose al mondo.
La tilapia del Mozambico è un pesce estremamente adattabile a vari tipi di ambienti: predilige acque ferme o a corrente molto lenta, con fondi fangosi e buona presenza di vegetazione acquatica. Essendo molto eurialino si può trovare in stagni costieri e in estuari non comunicanti con il mare, può sopravvivere e perfino riprodursi anche a salinità marine mentre in acque iperaline (salinità > del 50‰) può sopravvivere ed essere allevato ma non riesce a portare a termine la riproduzione. Resiste anche a tenori bassissimi di ossigeno disciolto (può assumere aria atmosferica) e in ambienti molto piccoli. Non popola invece le acque correnti, le foci aperte a mare e le acque montane. Sopporta un intervallo di temperature tra 8 e 42 °C.

## Descrizione
Oreochromis mossambicus ha corpo appiattito lateralmente, di forma ovale e piuttosto alto. Il muso è piuttosto allungata, con bocca abbastanza grande, terminale e labbra carnose. La mascella inferiore è più sporgente della superiore. La pinna dorsale è unica, con la parte anteriore, leggermente più bassa, formata da raggi spinosi. La pinna anale ha solo 3 raggi spiniformi, la parte con raggi molli è simile alla parte molle della dorsale. La pinna dorsale e la pinna anale hanno la parte posteriore allungata in un lobo appuntito. Il peduncolo caudale è relativamente massiccio. Le scaglie sono grandi, si diradano sul peduncolo caudale.
La livrea ha un fondo grigio argento più scuro sul dorso e bianco giallastro sul ventre, con riflessi azzurri, giallastri o verdastri. Sono di solito presenti delle macchie scure sui fianchi che spesso formano delle fasce verticali indistinte. Di solito è presente una macchia scura sull'opercolo. Sulla pinna dorsale e la pinna anale sono presenti macchiette chiare disposte in linee inclinate.
I maschi adulti hanno un muso particolarmente appuntito e, spesso, profilo frontale concavo. Nel periodo degli amori i maschi presentano una livrea con colori più accesi, con riflessi blu sul capo e bordi rosso vivo alle pinne caudale e dorsale.
La taglia massima è di 39 cm per 1,1 kg.

## Biologia
Può vivere fino a 11 anni. Ha abitudini diurne. Forma banchi eccetto che nel periodo di frega.

### Alimentazione
È una specie onnivora, molto versatile per quanto riguarda l'alimentazione. Si ciba soprattutto di materiale vegetale (sia alghe che piante terrestri che detrito) e di fitoplancton. In misura minore si alimenta anche di zooplancton e di vari invertebrati come insetti sia adulti che larve, crostacei e vermi terrestri. I grandi individui catturano anche piccoli pesci, talvolta anche giovanili della loro specie. I giovani tendono a consumare più materiale di origine animale, gli adulti più vegetali e detrito.

### Riproduzione
Questa specie ha una notevole fecondità. Le uova vengono incubate in bocca dalla madre. Normalmente la maturità sessuale viene raggiunta ad una lunghezza di 15 cm ma in casi particolari la tilapia del Mozambico si può riprodurre a 2 mesi di età e una lunghezza di pochi centimetri. È una specie poligama..

## Pesca e importanza per l'uomo
In vari paesi europei la specie viene introdotta nei laghetti per la pesca sportiva nella stagione estiva per rimpiazzare le trote iridee. Rappresenta un'importantissima risorsa alimentare per le popolazioni indigene dell'areale di origine e viene estesamente allevata in acquacoltura. La carne è ottima e povera di lische. Viene inoltre impiegata per la lotta biologica nei confronti di specie di piante e animali dannose o indesiderate. Viene usata molto spesso come organismo modello per studi biologici.

## Acquariofilia
Talvolta è allevata negli acquari domestici nonostante le grandi dimensioni che può raggiungere. Può essere aggressiva nei confronti di pesci di altre specie.

## Conservazione
Nonostante la sua ampia diffusione come specie introdotta O. mossambicus è classificata nella Lista Rossa pubblicata dalla IUCN come "prossima alla minaccia". La fonte di rischio è soprattutto l'estesa introduzione per la piscicoltura del congenere Oreochromis niloticus con cui si ibrida con facilità. L'ibridazione è particolarmente frequente nella parte settentrionale dell'areale; il bacino più affetto da questo problema è quello del Limpopo.